# Абдуллах аль-Афтах
Абдулла́х аль-Афта́х ибн Джафа́р ас-Сади́к (араб. عبد الله بن جعفر الصادق‎) — старший сын Джафара ас-Садика (после смерти ас-Садика) и родной брат Исмаила ибн Джафара. Титул Абдуллаха «аль-Афтах» происходит от арабских слов «афтах ар-рас» (широкоголовый) или «афтах аль-риджлайн» (широкоплечий), используемых для описания его внешности.

## Биография
При жизни своего отца Абдуллах аль-Афтах поддерживал восстание своего родственника Мухаммада аль-Нафса аль-Закийи.
После смерти Джафара ас-Садика большинство последователей Джафара приняли Абдуллаха аль-Афтаха в качестве своего нового имама. Эти последователи были известны как «фатхиты», и, согласно мутазилитскому ересиографу Абу-ль-Касиму аль-Балхи аль-Ка’би (ум. 319 г. н. э. / 931 г. н. э.), они были самой большой и важной частью последователей Джафара ас-Садика. В подтверждение своих утверждений Абдуллах аль-Афтах, по-видимому, претендовал на 2-й «Насс» от своего отца (после кончины Исмаила), а его сторонники цитировали предполагаемый хадис от Джафара ас-Садика о том, что имамат должен передаваться через старшего сына имама. Однако, когда Абдуллах аль-Афтах умер бездетным примерно через 70 дней после смерти своего отца, основная часть его сторонников перешла к его брату Мусе аль-Казиму. Другие фатхиты считали Абдуллаха аль-Афтаха 7-м имамом, а Мусу аль-Казима 8-м имамом, в то время как другие считали, что имамату пришёл конец, когда Абдуллах аль-Афтах умер.